# Ferrari SF71H
Chronologie des modèles (2018)
Ferrari SF70H Ferrari SF90
La Ferrari SF71H est la monoplace de Formule 1 engagée par la Scuderia Ferrari dans le cadre du championnat du monde de Formule 1 2018. Elle est pilotée par l'Allemand Sebastian Vettel et par le Finlandais Kimi Räikkönen. Le pilote-essayeur est le russe Daniil Kvyat. Conçue par l'ingénieur italien Mattia Binotto, la SF71H est présentée le 22 février 2018 sur internet.

## Création de la monoplace
Nommée en interne Progetto 669, la Ferrari SF71H reprend les points forts de sa devancière, la SF70H. Mattia Binotto, le directeur technique de la Scuderia Ferrari déclare : « Notre nouvelle voiture doit davantage être vue comme une révolution par rapport à notre voiture de l'année dernière, qui était déjà un bon projet. Nous avons essayé de conserver les points forts de la SF70-H, notamment son agressivité. Avec la SF70-H, nous avions une monoplace qui était très performante sur les circuits lents, sans vraiment savoir pourquoi. Nous avons cependant dû travailler sur de nouveaux domaines de développement, notamment pour avoir une voiture fiable et performante sur les circuits rapides. La principale différence avec la SF70-H concerne l'empattement légèrement plus long. Les pontons sont également encore plus agressifs. L'équipe a fait du très bon travail pour avoir une voiture encore plus fine à l'arrière que celle de l'année dernière. »
Binotto révèle également que la plupart des modifications effectuées se situent sous la carrosserie, à l’exception du halo qui « a été très perturbant dans le dessin de la monoplace. Le centre de gravité et le flux d’air ont été modifiés et nous avons fait tout notre possible pour le compenser. »
Au niveau de la livrée, le rouge est légèrement plus foncé et désormais intégral, le blanc ayant quasiment disparu.
Fidèle à sa tradition d’attribuer un surnom féminin à ses voitures depuis 2008 chez Toro Rosso, Sebastian Vettel a prénommé sa monoplace Lina.

## Historique
Kimi Raïkkönen réalise la pole position du Grand Prix d'Italie 2018 à la vitesse moyenne de 263,587 km/h et réalise le tour le plus rapide de l'histoire de la Formule 1, battant ainsi le précédent record établi par Juan Pablo Montoya au Grand Prix d'Italie 2004 (262,542 km/h) ; Sebastian Vettel, deuxième des qualifications a également battu le précédent record de Montoya (263,052 km/h),. Ce record sera battu en 2020 lorsque Lewis Hamilton réalise la pole position du Grand Prix d'Italie 2020 à la vitesse moyenne de 263,587 km/h au volant de la Mercedes-AMG F1 W11 EQ Performance.

## Résultats en championnat du monde de Formule 1
| Saison | Écurie           | Moteur                                     | Pneus   | Pilotes          | Courses | Courses | Courses | Courses | Courses | Courses | Courses | Courses | Courses | Courses | Courses | Courses | Courses | Courses | Courses | Courses | Courses | Courses | Courses | Courses | Courses | Points inscrits | Classement |
| Saison | Écurie           | Moteur                                     | Pneus   | Pilotes          | 1       | 2       | 3       | 4       | 5       | 6       | 7       | 8       | 9       | 10      | 11      | 12      | 13      | 14      | 15      | 16      | 17      | 18      | 19      | 20      | 21      | Points inscrits | Classement |
| ------ | ---------------- | ------------------------------------------ | ------- | ---------------- | ------- | ------- | ------- | ------- | ------- | ------- | ------- | ------- | ------- | ------- | ------- | ------- | ------- | ------- | ------- | ------- | ------- | ------- | ------- | ------- | ------- | --------------- | ---------- |
| 2018   | Scuderia Ferrari | Ferrari V6 turbo hybride Type 062 EVO 1.6L | Pirelli |                  | AUS     | BAH     | CHI     | AZE     | ESP     | MON     | CAN     | FRA     | AUT     | GBR     | ALL     | HON     | BEL     | ITA     | SIN     | RUS     | JAP     | USA     | MEX     | BRE     | ABU     | 571             | 2e         |
| 2018   | Scuderia Ferrari | Ferrari V6 turbo hybride Type 062 EVO 1.6L | Pirelli | Sebastian Vettel | 1er     | 1er     | 8e      | 4e      | 4e      | 2e      | 1er     | 5e      | 3e      | 1er     | Abd     | 2e      | 1er     | 4e      | 3e      | 3e      | 6e      | 4e      | 2e      | 6e      | 2e      | 571             | 2e         |
| 2018   | Scuderia Ferrari | Ferrari V6 turbo hybride Type 062 EVO 1.6L | Pirelli | Kimi Räikkönen   | 3e      | Abd     | 3e      | 2e      | Abd     | 4e      | 6e      | 3e      | 2e      | 3e      | 3e      | 3e      | Abd     | 2e      | 5e      | 4e      | 5e      | 1er     | 3e      | 3e      | Abd     | 571             | 2e         |

Légende : ici